# 小沢介三
小沢 介三（おざわ かいぞう、1929年8月29日 -2015年4月13日 ）は、日本の政治家、元山梨県南部町長である。

## 経歴
1929年（昭和4年）に山梨県南巨摩郡睦合村（現在の南部町）に産まれる。その後山梨県立身延中学校（現在の山梨県立身延高等学校）、南部町役場勤務、会社役員を経て1986年（昭和61年）に旧南部町長選挙に立候補し、無投票で当選した。その後旧南部町長を5期、合併後の現南部町長を1期務めた。2007年（平成19年）に紺綬褒章、2008年（平成20年）に旭日小綬章を受章。2009年（平成21年）には名誉町民となっている。

## 政策
旧南部町長時代に過疎化や高齢化が著しかった町の地域復興策を次々と進行させ、また1995年（平成7年）に急行「富士川」が特急化される際内船駅が通過対象であると聞くとJR東海に対して陳情を行ない、特急停車駅化を果たしている（鉄道と政治#停車駅争奪戦・追加運動・臨時停車などを参照）。平成の大合併では協議会会長として隣の富沢町との合併を進展させ、山梨県内の市町村では一番早く合併を果たした。
新南部町長に就任後は東海地震対策として2001年に改築した南部町立南部中学校の空き教室を利用して防災倉庫にすることを提案した。中学校改築の際に国から補助金を受けており、文部科学省は「補助金適正化法違反である」として補助金返還を視野に入れるなど難色を示したが、鰍沢町（現・富士川町）など山梨県内の自治体では「反則だが人命に関わることである」と同調する動きもあった。

### 主な政策一覧
- アルカディア事業の整備。
  - 南部総合公園
  - 文化館
  - 町営温泉施設
- 国民健康保険南部診療所

1985年（昭和60年）より無医町となったことから1989年（平成元年）4月に「南部医療センター」を開設し、同時に医師住宅および医師を町職員として雇用することで無医町から脱却することに成功した。病床も19床あり、入院にも対応している。
- デイサービスセンターおよびアルファーセンター等福祉施設の建設推進。
- 男女共同参画社会の一環として峡南女性センターの誘致。

## その他
町長選挙に新旧合わせて6回出馬しているが、いずれも無投票で当選している。
1991年山梨県知事選挙では同じ南巨摩郡出身の望月幸明に応じる形で小沢澄夫を支持したが天野建に敗れたほか2003年山梨県知事選挙では山梨県第3区選出の国会議員だった横内正明を支持したが落選、2007年山梨県知事選挙では現職だった山本栄彦を鞍替え支持したが2003年に支持していた横内に敗れるなど支持した候補がいずれも敗れている。なお、自身が引退した後南部町長選挙が行なわれた後に同郷の候補者を後継者に指名したが、旧富沢町長だった望月秀次郎に敗れている。